# Celestino Usuelli
Celestino Usuelli (ur. 8 kwietnia 1877 w Mediolanie, zm. 6 kwietnia 1926 w San Germano Vercellese) – włoski alpinista, inżynier lotniczy, jeden z pionierów lotnictwa we Włoszech.

## Życiorys
Był dyrektorem włoskiej firmy w Ameryce Środkowej. Pociągała go wspinaczka w Andach. W 1901 roku jako pierwszy wspiął się na szczyt wulkanu Chachani w Peru (6075 m n.p.m.), a w 1903 roku jako drugi zdobył ekwadorski wulkan Chimborazo (6 310 m n.p.m.). 

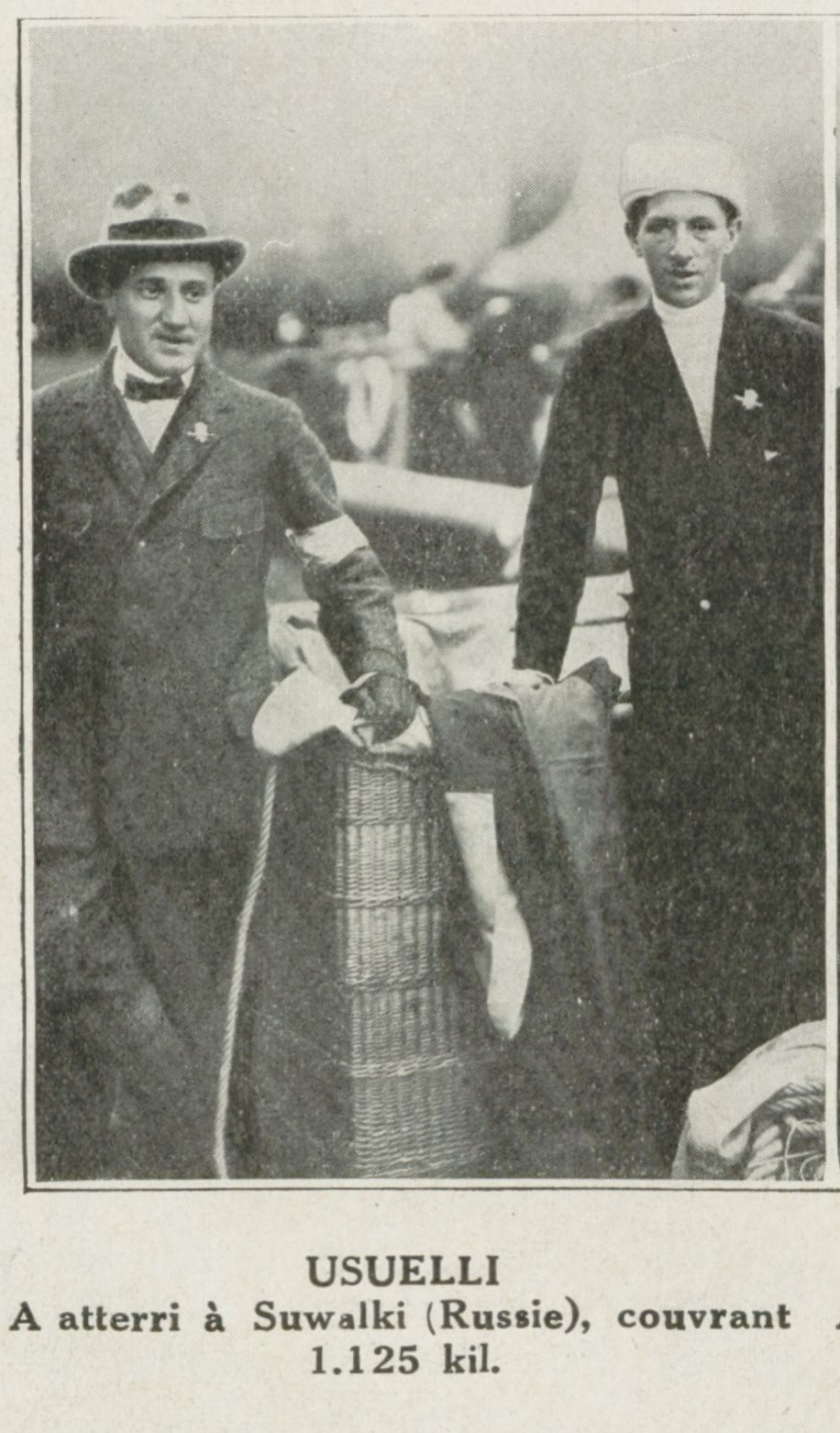
Podczas zawodów o Puchar Gordona Bennetta w 1912 roku.

Po powrocie około 1905 roku do Włoch zainteresował się baloniarstwem. 2 czerwca 1906 roku przeżył wypadek balonu Regina-Elena. Usuelii odbywał lot z Mediolanu w towarzystwie Pietro Nazzari i Luigi Minoletti, gdy balon spadł do Morza Adriatyckiego. Lotnicy wpadli do morza w okolicy Porto Recanati w prowincji Ankona. Usuelli pływając natknął się na pływający kosz balonu i został uratowany przez kuter, ale jego dwaj towarzysze zginęli.
11 listopada 1906 roku, w ramach zawodów zorganizowanych podczas Międzynarodowej Wystawy w Mediolanie jako pierwszy przeleciał nad Alpami balonem od strony włoskiej na balonie Milan z Carlo Crespi pokonując trasę w niecałe pięć godzin i lądując w Aix-les-Bains w Sabaudii. 23 grudnia 1906 roku Usuelli razem z Charlesem Crespi wzlecieli balonem na wysokość 7 000 metrów.
Brał udział w Pucharze Gordona Bennetta. W 1908 roku startując na balonie Ruwenzori razem z Mario Borsalino zajął 11. miejsce. W 1912 roku startując razem z Aldo Finzi ustanowił włoski rekord odległości i czasu lotu, pokonując 1112 km w 28 godzin i kończąc zawody na dziesiątym miejscu w klasyfikacji generalnej.

## Życie prywatne
Celestino Usuelli ożenił się z Guilią Strada, siostrzenicą Teresio Borsalino, właściciela słynnej firmy produkującej kapelusze Borsalino. Gdy Teresio zmarł bezpotomnie w 1939 roku, firmę w 1943 przejął syn Celestino Teresio Usuelli. Celestino Usuelli w 1926 roku zginął w wypadku samochodowym.

## Sterowce
Po uzyskaniu 10 sierpnia 1910 roku licencji pilota sterowców Usuelli poświęcił się projektowaniu i budowie sterowców. Założył laboratorium w La Bovisa na przedmieściach Mediolanu. Celestino Usuelli, Skonstruował pierwszy sterowiec, który nazwał U1. Niestety został on uszkodzony podczas lądowania w Brescii. W 1911 roku buduje kolejny sterowiec U2. Pierwszy lot 11 listopada 1911 roku z Turynu do Mediolanu jest udany, ale sterowiec zostaje uszkodzony podczas kolejnego lotu w następnym roku.
W 1919 roku we współpracy z trzema innymi włoskimi inżynierami: Umberto Nobile, Eugenio Prassone i Gaetano Arturo Crocco skonstruował w Rzymie gigantyczny sterowiec T.34, który został sprzedany Marynarce Wojennej Stanów Zjednoczonych w 1921 roku. Po zakupie nadano mu imię Roma.